# Рагналл мак Гофрайд
Рагналл Мак Гофрайд (Рёгнвальд Годредссон) — норвежско-гэльский король Мэна и островов (989? — 1005), сын Гофрайда мак Аральта, короля Мэна и островов (ум. 989). Управлял Гебридскими островами. Возможно, что в его владения входил остров Мэн.

## Биография
О жизни Рагналла известно крайне мало. Он был одним из сыновей Гофрайда мак Аральта, короля Островов (ум. 989).
Рагналл мак Гофрайд умер в 1004/1005 году в Мунстере (Ирландия). Его присутствие в Мунстере может указывать на союз с королём Брианом Бору Мак Кеннетигом против нарастающего влияния Сигурда Хлодвирссона, ярла Оркнейских островов и мормэра Кейтнесса (ум. 1014). Сигурд Хлодвирссон «Толстый» был вассалом короля Норвегии. В 990 году король Норвегии назначил своим наместником на западных островах ярла Гилли. Согласно «Саге о Ньяле» ярл Гебридских островов Гилли был женат на сестре ярла Оркнейских островов Сигурда Хлодвирссона. Возможно, Рагналл правил только частью Гебрид или был лишен владений Сигурдом Хлодвирссоном.
Историк Бенджамин Хадсон (2005 г.) утверждал, что морской конунг Эхмарках Мак Рагналл (ум. 1064/1065), был сыном Рагналла мак Гофрайда, а Кат инген Рагналл, супруга верховного короля Ирландии Доннхада мак Бриайна, также являлась дочерью Рагналла. Эхмарках мак Рагналл был королём Дублина (1036—1038, 1046—1052) и правителем части Галлоуэя в Шотландии и, возможно, части Гебридских островов.